# (8727) 1996 VZ7
1996 في زد 7 (ويعرف أيضًا باسم (8727) 1996 في زد 7 وفق تسمية الكوكب الصغير) (بالإنجليزية: 1996 VZ7)‏ هو كويكب ضمن حزام الكويكبات؛ وترتيبه 8727 من حيث الاكتشاف.
اكتُشف هذا الجُرم الفلكي بواسطة هيروشي كانيدا في 3 نوفمبر 1996.

## وصلات خارجية
- (8727) 1996 VZ7 في قاعدة بيانات مختبر الدفع النفاث لأجرام النظام الشمسي الصغيرة

- الاكتشاف · مخطط المدار ·  العناصر المدارية · المعلمات المادية

- (8727) 1996 VZ7 على موقع ويكي سكاي: DSS2, SDSS, GALEX, IRAS, Hydrogen α, X-Ray, Astrophoto, Sky Map, Articles and images